# Містифікація Сокала

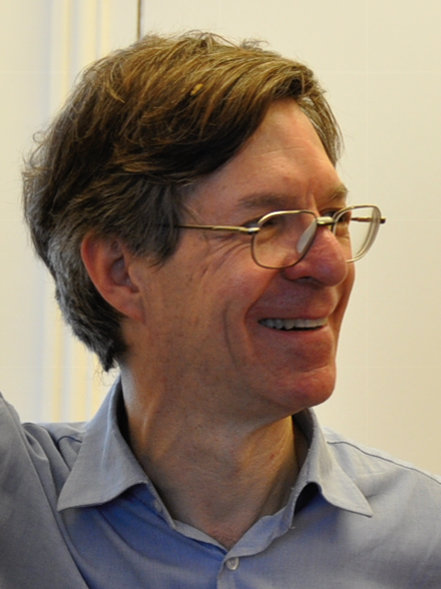
Алан Девід Сокал

Містифика́ція Со́кала — жарт, розіграний спеціалістом з математичної фізики Аланом Сокалом.
Професор фізики Алан Сокал з Нью-Йоркського університету в 1994 році написав сатиричну статтю з претензійною назвою «Переступаючи межі: До питання про трансформативну герменевтику квантової гравітації» (англ. «Transgressing the Boundaries: Towards a Transformative Hermeneutics  of Quantum Gravity»).
Автор запропонував у ній, використовуючи науковий жаргон, фіктивну концепцію взаємозв'язку між поняттями соціального розвитку, емансипації, фемінізму і квантової гравітації. Стаття була майстерно написаною пародією на сучасні філософські міждисциплінарні дослідження постмодерністського спрямування і була позбавлена будь-якого сенсу. Вона була написана з розрахунком привернути увагу модних академічних коментаторів, що ставлять під сумнів претензії науки на об'єктивність. Сокал надіслав статтю в журнал «Social Text», який опублікував її в спеціальному випуску, присвяченому науковим війнам. Стаття мала великий успіх.
Містифікація була розкрита самим Сокалом в статті в травневому номері іншого журналу, «Lingua Franca», в якій він пояснив, що його стаття в «Social Text» була «рясно приправленою повною нісенітницею» і, на його думку, була опублікована тільки тому, що добре виглядала і відповідала «ідеологічним упередженням» редакторів. Після розкриття справжнього змісту статті (точніше, відсутності змісту), головний редактор журналу втратив роботу, а Сокала редактори записали в чорний список авторів, чиї твори надалі не публікуватимуть.
Провокація Сокала викликала тривалі і бурхливі дискусії в науковому середовищі. Метою публікації було оголити відсутність необхідності будь-якого змісту в текстах, за умови дотримання певного стилю мови.
Джон Баес у своєму першому повідомленні про справу братів Богданових, зробленому в новинній групі (sci.physics.research), заявив, що, посміявшись над статтею Сокала 1996 року, фізики отримали «удар у відповідь», таке собі обернення містифікації Алана Сокала.